# Egils saga Skallagrímssonar

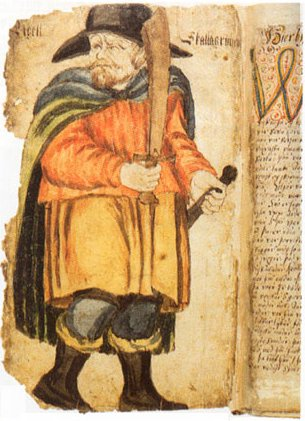
Egill Skallagrímsson az Egilssaga egy 17. századi másolatának illusztrációján

Az Egils saga Skallagrímssonar (vagy röviden Egilssaga) egy ismeretlen izlandi szerző 13. század eleji sagája, egyike a nagyszámú izlandi ősmondáknak. A cím eredeti izlandi nyelvű változata Skallagrímr-fia Egill történetét jelenti. Az izlandi kutatók gyakran csak az Egla vagy az Eigla szavakat használják rövidítésképpen. Az egyik legismertebb és legnevesebb nemzetiségi saga, főszereplője Egill Skallagrímsson 10. századi viking harcos, költő.

## A szöveg fennmaradása
A saga, valamint a híres hősök és nemzetségek története kezdetben a szájhagyomány útján terjedt. A történetet csak később jegyezték le, de az eredeti kézirat nem maradt fenn. Az eddig talált legrégibb másolata egy töredék, mely 1240-ből való. Az eredeti minden bizonnyal az 1200-as vagy az 1220-as években keletkezhetett, ami alapján valószínűleg az egyik legősibb az Islendinga sögur, azaz nemzetiségi sagák közül. Szerzője ismeretlen; a kutatók egy része már több száz éve Snorri Sturlusont feltételezi, de ezt egyelőre még nem sikerült minden kétséget kizáróan bizonyítani.

## Fordítások
Egils saga Skallagrímssonart 2001-ig hússzor adták ki, harmincegy alkalommal fordították le. Hét nyelven jelent meg adaptációja, a magyar nyelvű változat Bernáth István műfordítása. Ez 1995-ben jelent meg Budapesten, Kopasz Grím-fia Egill címmel, A fölperzselt tanya című szintén izlandi sagával közös kötetben. 2005-ben az Aurin fantázia-irodalmi és -művészeti honlap részleteket közölt a teljes szövegből, elektronikus formában.

## Irodalmi és történelmi érték
A cselekményábrázolás realista, a névtelen szerző – korában szokatlan módon – a főszereplő alakját kétértelműen, de összetetten ábrázolja.
A saga bevezetéséül régibb sagák szolgálnak, melyek Egill őseinek Norvégiából való kivándorlásáról és izlandi megtelepüléséről szólnak. A monda cselekménye a 10. századi Északnyugat-Európában játszódik, történelmileg hitelesnek mondható. Egyes helységnevek korábbi alakjait a kutatók innen következtették ki: például Borgarnes városával gyakran kapcsolatban állnak a történet egyes főszereplői – kiderül, hogy a cselekmény idején a település a Digranes nevet viselte.

## Magyarul
- Kopasz Grím-fia Egill / A fölperzselt tanya. Két izlandi saga a 13. századból Bernáth István fordításában és jegyzeteivel; ford. Bernáth István; Tóni Túra Utazási Iroda, Bp., 1995
- Egils saga Skalla-grímssonar. Kopasz Grím-fia Egil története. Egy 1220-1230 körül borjúpergamenre írt, majd később pergamen- és papírkódexbe is lemásolt saga; ford., jegyz. Bernáth István, bev. Voigt Vilmos; Corvina, Bp., 2015 (Északi források)

## Lásd még
- Egill Skallagrímsson
- Saga